# Microsoft Visual Studio LightSwitch
Microsoft VisualStudio LightSwitch – zintegrowane środowisko programistyczne firmy Microsoft służące do tworzenia aplikacji biznesowych przeznaczonych do użytkowania na komputerach i w chmurze. Tworzenie aplikacji za pomocą tego programu nie wymaga dużej znajomości technik programowania. 
Aplikacje tworzone są w oparciu o model CRUD. LightSwitch pozwala uniknąć spędzania czasu nad zadaniami programisty, takimi jak pisanie kodu do obsługi danych, tworzenie graficznego interfejsu użytkownika oraz definiowanie logiki biznesowej aplikacji. Te elementy wykonywane są automatycznie przez program po podłączeniu źródła danych, np. bazy danych. Interfejs graficzny może być generowany z wykorzystaniem zdefiniowanych szablonów. Dodatkowo można skorzystać z dostępnych walidatorów danych przy formularzach. 
W 2016 Microsoft zakończył rozwój  LightSwitch, zastępując je usługą PowerApps.